# Fluxx

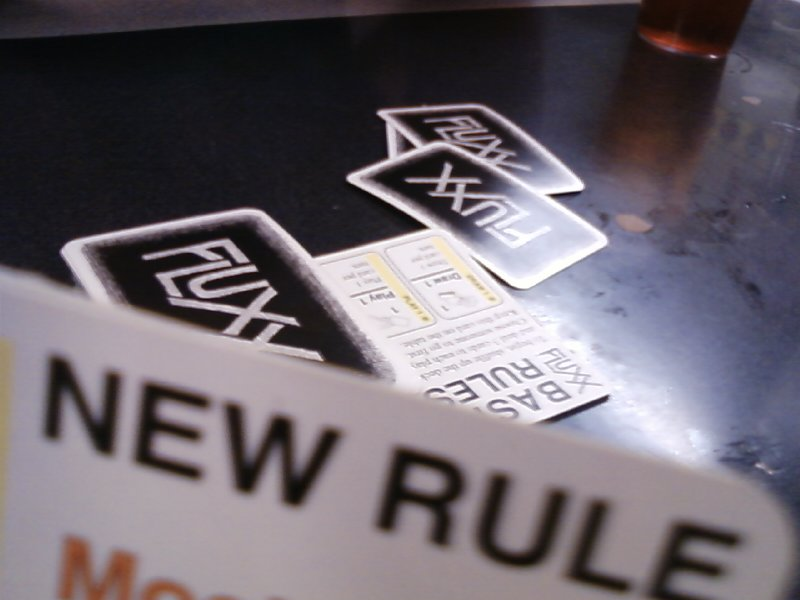
Fluxx, version 3.1.

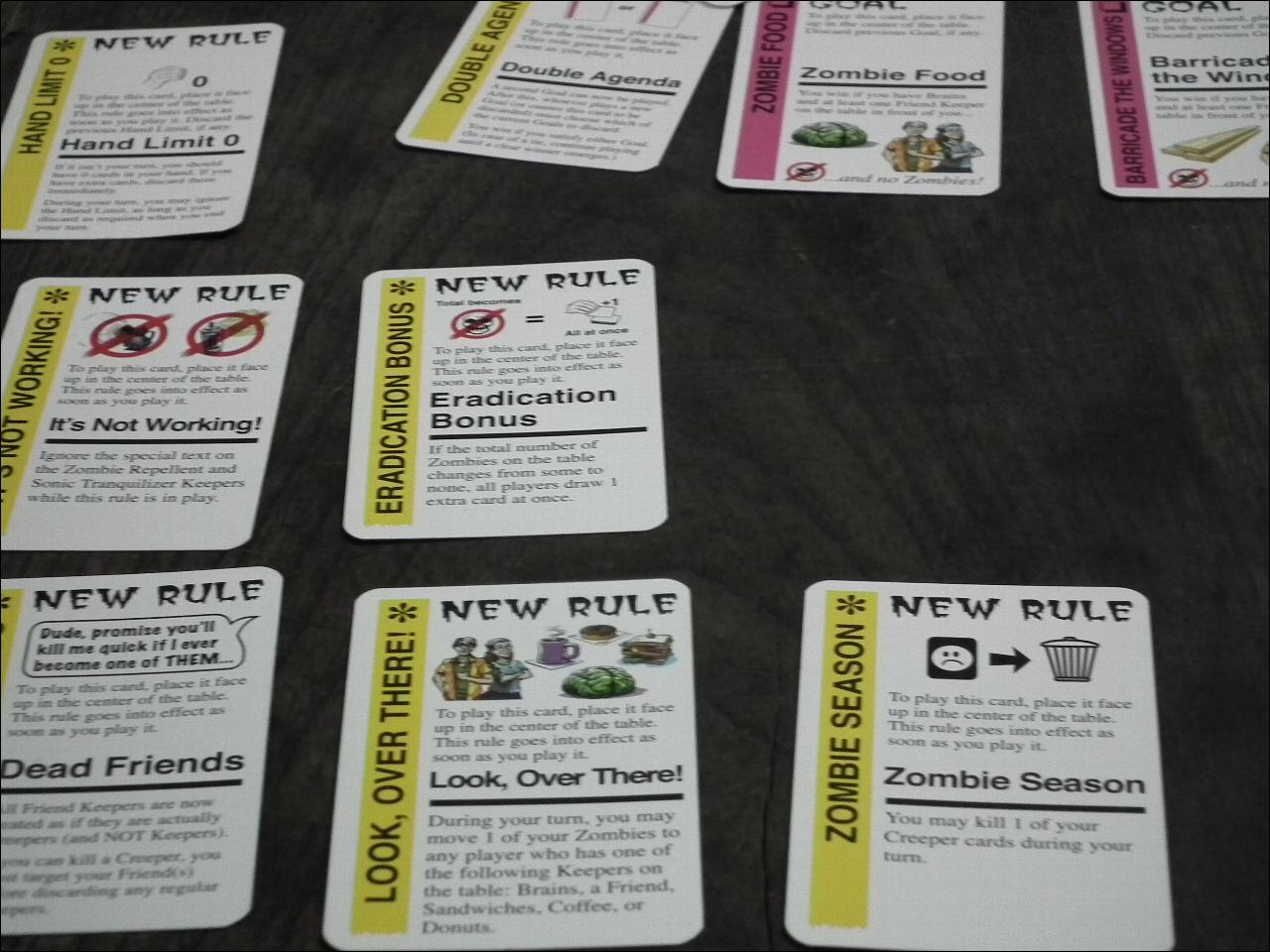
Zombie-Fluxx.

Fluxx är ett kortspel som spelas med en speciell kortlek. Kortspelet skiljer sig från andra liknande spel, då spelreglerna och spelets mål ändras under spelets gång beroende på vilka kort spelarna använder.